# Юреневы
Юреневы — древний русский дворянский род.
Род записан в VI части родословной книги Псковской губернии, герб этого рода внесён в III часть Общего Гербовника.
Другой древний дворянский род Юреневых, ведёт начало от рейтара Андрея Васильевича Юренева, умершего в татарском плену (1688), и записан в VI части родословной книги Тверской губернии.
Есть ещё несколько дворянских родов Юреневых более позднего происхождения.

## Происхождение и история рода
Ведёт своё происхождение от выехавшего из Польши в Россию (1355 ?) Андреяши (Андрея) Юреневского с тремя сыновьями: Александром, Василием и Иваном. Внук его Пётр Васильевич, по официальной родословной, родоначальник рода Юреневых. Брат его Семён, стрелецкий сотник, приходил (1590 и 1593) с сотней стрельцов в Соловецкий монастырь для отражения шведов и финляндцев и составил (1591) опись Муезерского Троицкого монастыря, приписанного в том же году к Соловецкой обители. В последний раз имя Семёна Васильевича упоминается в Литовской метрике (1610), при раздаче земель московским людям польским королём Сигизмундом III, по случаю избрания на московское царство сына его Владислава.

## Описание герба
В щите имеющем голубое поле изображена бычачья Голова чёрного цвета, сквозь которую виден диагонально справа налево пронзённый серебряный Меч (польский герб Помян).
Щит увенчан дворянскими шлемом и короной. Нашлемник: три страусовых пера. Намёт на щите голубой, подложенный серебром. Герб рода Юреневых внесён в Часть 3 Общего гербовника дворянских родов Всероссийской империи, стр. 15.

## Известные представители
- Юренев Григорий Игнатьевич — стольник, воевода в Кокшайске (1636—1637)[2].
- Юренев Степан — подпоручик Смоленского полка, погиб в битве при Лесной (28 сентября 1708)[1].
- Юренев Иван Игнатьевич Меньшой († 1748) — участник целого ряда битв во время великой Северной войны[3];
- Семён Игнатьевич (1645—1737) — участник Крымских походов (1687 и 1689), Северной войны;
- Николай Алексеевич (1792—1850) — участник войн (1812—1814), костромской и архангельский вице-губернатор;
- Пётр Александрович (1837—?) — сенатор, член комиссии, составлявшей гражданское уложение;
- Пётр Петрович (1874—1945) — инженер, член II Государственной думы; министр путей сообщения во Временном правительстве.